# Manuel Jacques
Manuel Jacques Parraguez es un abogado, escritor y activista chileno.
Entre 2006 y 2010 fue presidente del partido Izquierda Cristiana y en el año 2005 fue su precandidato presidencial para la elección presidencial de ese año. Finalmente, el pacto de izquierda Juntos Podemos eligió a Tomás Hirsch como su abanderado.
Es también académico y profesor de la Universidad Bolivariana de Chile.